# كورينا شامبرلين
كورينا شامبرلين (بالإنجليزية: Corinna Chamberlain)‏ هي ممثلة نيوزيلندية، ولدت في 7 أبريل 1981 في هونغ كونغ البريطانية.

## وصلات خارجية
- كورينا شامبرلين على موقع IMDb (الإنجليزية)
- كورينا شامبرلين على موقع ميوزك برينز (الإنجليزية)
- كورينا شامبرلين على موقع قاعدة بيانات الفيلم (الإنجليزية)